# Spalt Spalter
Spalt Spalter (Houblon de Spalt) est une appellation d'origine protégée (AOP) qui s'applique à une production de houblon cultivé en Bavière (Allemagne) dans la région houblonnière de Spalt. Le nom de l'appellation « Spalt Spalter » se compose du nom de l'aire de production située autour de la ville de Spalt suivi du nom du cultivar autorisé, 'Spalter'.
L'appellation Spalt Spalter a été inscrite dans la liste des indications géographiques de l'Union européenne en vertu du règlement d'exécution (UE) n° 1004/2012 de la Commission du 25 octobre 2012. La protection induite par cette appellation porte exclusivement sur les cônes de houblon séchés  (Lupuli  strobulus) et sur les  produits issus de leur transformation, c'est-à-dire granulés (pellets en anglais) et extraits de houblon obtenus à l'aide de CO2 et d'éthanol.
L'organisme chargé de la gestion de cette appellation est le HVG Spalt Hopfenverwertungsgenossenschaft e.G. (Coopérative des producteurs de houblon de Spalt).